# Enceinte de Saint-Hippolyte
L'enceinte de Saint-Hippolyte est un monument historique situé à Saint-Hippolyte, dans le département français du Haut-Rhin.

## Localisation
Cette construction est située rue de la Montée, route du Vin, rue Charles Bléger, rue des Remparts, rue des Cigognes, rue Saint-Fulrade et rue du Collège à Saint-Hippolyte.

## Historique
L'édifice fait l'objet d'une inscription au titre des monuments historiques depuis 1993.